# Ель-Газала
Ель-Газала (араб. عين الغزالة) — населений пункт на сході Лівії в муніципалітеті Ель-Бутнан у Киренаїці, на узбережжі Середземного моря на відстані 60 км від Тобруку.